# Ökologische Waldnutzung
Ökologische Waldnutzung ist das Erzeugen von Holz unter Erhaltung der Wälder als selbstregulierende Ökosysteme. Dazu wurde 1995 von Naturland in Kooperation mit den Umweltverbänden Greenpeace, BUND und Robin Wood eine Kampagne zur ökologischen Waldnutzung gestartet. Diese Kampagne stellt hohe Anforderungen an die Waldbetriebe, damit sie sich als Öko-Waldbetrieb zertifizieren lassen dürfen.

## Anforderungen
Die ökologische Waldnutzung fordert die Wiederherstellung bzw. den Erhalt naturnaher Wälder, beispielsweise durch natürliche Waldverjüngung und durch Verbot der Ausbringung gentechnisch veränderter Pflanzen.
Die Ökosystemqualität soll durch den Verzicht auf Kahlschläge und auf den Einsatz von Pestiziden und Düngemitteln erhalten bleiben. Der Waldboden wird durch den Verzicht auf Bodenentwässerung, Bodenbearbeitung und flächiges Befahren geschützt. Die Walderschließung und die Holzernte laufen schonend. Die natürliche Artenvielfalt und Walddynamik bleibt erhalten. Die ökologische Waldnutzung wird umfassend und nachvollziehbar dokumentiert, sowohl die Bewirtschaftung als auch der Warenstrom.
In Zusammenarbeit von Naturland und Forest Stewardship Council (FSC) können sich die Forstbetriebe durch eine Gruppenzertifizierung mit beiden Gütesiegeln zertifizieren lassen.